# 아시야 미즈키
아시야 미즈키(芦屋 瑞希)는 만화 《아름다운 그대에게》의 히로인이다.

## 출연
- 《아름다운 그대에게》 (만화.)
- 《아름다운 그대에게》 (드라마 CD. 성우: 쿠와시마 호코.) - 2002년
- 《화양소년소녀》 (중화민국 드라마. 루뤼시 역, 엘라 첸 분.) - 2006년
- 《아름다운 그대에게 - 미남 파라다이스》 (일본 드라마. 호리키타 마키 분.) - 2007년
- 《아름다운 그대에게》 (대한민국 드라마. 구재희 역, 설리 분.) - 2012년

## 프로필
- 생일: 5월 2일
- 나이: 15세(최초) ~ 17세
- 혈액형: O형
- 별자리: 황소자리
- 신장: 160cm
- 좋아하는 음식: 복숭아, 젤리, 주스, 고기 절임
- 좋아하는 음악: SPITS, PONY, PINK KINKI
- 좋아하는 영화: Field of Dreams, Philadelphia
- 좋아하는 브랜드: Nothing special, only needs to look like a boy
- 좋아하는 사람 : 사노 이즈미
- 좋아하는 것 : 사노 이즈미와의키스
- 미즈키의 정체를 유일하게 알고 있는사람 : 사노 이즈미
- 사노 이즈미와 나카츠 슈이치의 사랑을 동시에 받는 중요한 히로인이다.
- 사노 이즈미가 이상한 술을 마시면 키스를 당한다.

1. Favourite Sport: Is known for her ability in track.
2. Favourite Pet: Likes most animals, likes Yujiro
3. Disliked Foods: Umeboshi, mustard, hot items (afraid of getting burned)
4. Representative Flower: Daisy
5. Afraid of: Grasshoppers

## 인물
가족과 함께 미국에서 살고 있던 아시야 미즈키는 자신이 동경하던 동갑내기의 높이뛰기 선수 사노 이즈미를 만나기 위해 일본으로 건너가 남장을 하고 사노가 다니고 있는 오사카 학원으로 전학을 온다. 그리고 운 좋게도 사노와 같은 기숙사 방을 배정받게 된다. 어느 날 나카츠 슈이치와 함께 1:1로 축구를 하다가 갑자기 쓰러지는데, 양호실로 실려가서는 양호선생인 우메다 호쿠토에게 자신의 정체를 들키게 된다.

## 미즈키의 남장을 눈치챈 사람들
| 순번 | 이름            | 이유                                                                                                |
| ---- | --------------- | --------------------------------------------------------------------------------------------------- |
| 1    | 카야시마 타이키 | 미즈키가 남자가 아닌것을 알고있다.                                                                  |
| 2    | 사노 이즈미     | 미즈키가 부상을 입어 양호실로 급히 데려갈 때 미즈키가 여자임을 느꼈다. / 미즈키를 좋아하는 사람.    |
| 3    | 우메다 호쿠토   | 이즈미가 양호실에 데리고 왔을 때 미즈키에게 여자이냐고 물은적이 있다. 미즈키가 여자인것을 알고있다. |
| 4    | 우메다 리오     | 미즈키와 처음만났을때부터 미즈키가 여자인것을 알고있다.                                             |
| 5    | 난바 이오       | 바다에 있는 목욕탕에 들어갔을 때 미즈키가 여자인것을 눈치 챘다.                                     |
| 6    | 하라 아키하     | 미즈키가 남자가 아닌것을 알고있다.                                                                  |